# Marutani Kiyonosuke
Marutani Kiyonosuke (jap. 丸谷 清之介) war ein japanischer Fußballspieler.

## Nationalmannschaft
1925 debütierte Marutani für die japanische Fußballnationalmannschaft. Mit der japanischen Nationalmannschaft qualifizierte er sich für die Far Eastern Championship Games 1925.